# 伍尔诺斯圣马利亚堂
伍尔诺斯圣马利亚堂（St. Mary Woolnoth）是一座圣公会教堂，位于伦敦市的朗伯德街和威廉王街转角，靠近银行交叉口。这是一座安妮女王教堂。
1950年，伍尔诺斯圣马利亚堂被列为一级登录建筑。

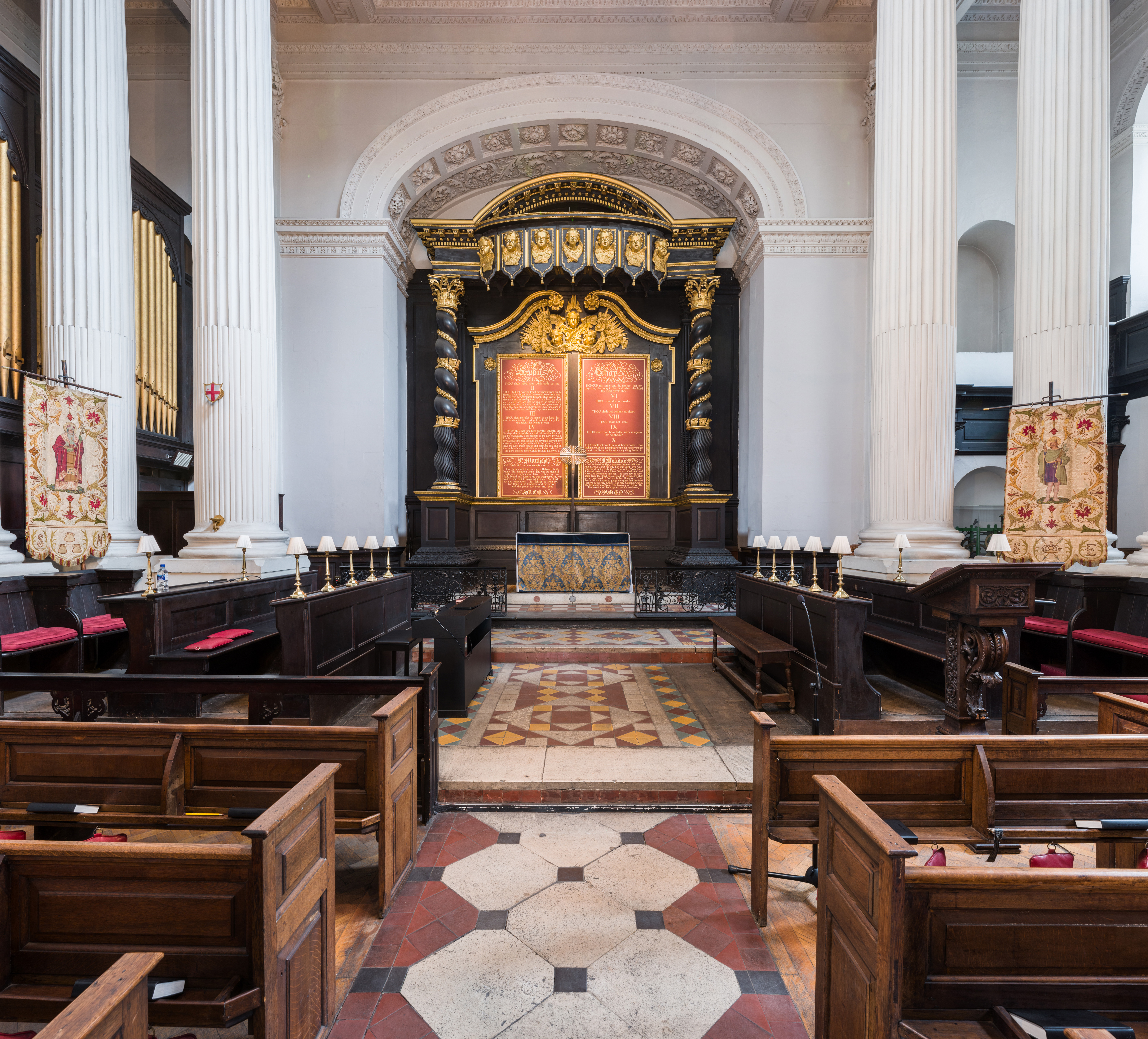
内部